# Fiłatowskaja
Fiłatowskaja (ros. Филатовская) – wieś w Rosji, w rejonie wożegodskim obwodu wołogodzkiego. W 2010 r. liczyła 8 mieszkańców.